# العشق (فلم 2015)
العشق (بالإنجليزية: Love) هو فيلم دراما فيلم ثلاثي الأبعاد من إخراج غاسبار نوي، تم إنتاجه في فرنسا وصدر في سنة 2015.

## القصة
تدور أحداث الفيلم حول حياة طالب في مدرسة للسينما يدعى (ميرفي)، وصديقته السابقة (الكترا)، قبل النوم مع امرأة أخرى تدعى أومي الذي حدث للحصول على الحوامل نتيجة خيانة (مورفي) لصديقتها (الكترا). انتهى هذا الحمل غير المرغوب فيه العلاقة بين ميرفي والكترا على نغمة حزينة جدا. على خلفية ذلك اختفت (الكترا)عن انظارهم، أم إلكترا تدعى (نورا) تدعو ميرفي لأسأله عما إذا كان قد سمع من امرأة شابة ابنتها، لأن لديها ليس لبعض الوقت الآن، ونظرا الميول الانتحارية ابنتها، وقالت انها قلقة حقا. لبقية هذا اليوم، تذكر ميرفي ماضيه مع الكترا، مليئة بتعاطي المخدرات والجنس الخشن، ولحظات العطاء.

## الميزانية والإيرادات
بلغت تكلفة إنتاج الفيلم حوالي 3 ملايين دولار.

## وصلات خارجية
- مقالات تستعمل روابط فنية بلا صلة مع ويكي بيانات

لا توجد روابط لمواقع التواصل الاجتماعي.